# Aoristos
Az aoristos (gr. ἀόριστος, ’meghatározatlan’, kiejtése: [aorisztosz]) egy igeszemlélet, illetve igeidő, amelyet számos indoeurópai nyelv megőrzött. Manapság leginkább az ógörög nyelvből ismeretes, jóllehet bizonyos ma is beszélt nyelvjárásokban még mindig föllelhető (pl. a podhalei nyelvjárásban). Használatos még e kifejezés egyéb nyelvek (pl. a török) nem rokonítható fogalmaira is. A befejezetlen igeszemlélet legtöbbször egy folyamatos vagy ismétlődő cselekvést jelöl, a befejezett szemlélet ugyanakkor egy esemény hatásait hangsúlyozza. Az aoristosnak ezzel szemben nincs effajta jelentéstartama, pusztán egy egyszerű eseményre utal.
Kijelentő módban az aoristos egy általános, befejezett múltbeli eseményre utal. A gnómikus aoristos általános érvényű igazságot mond ki. Az episztoláris aoristos a levél megírásának idejére vonatkozik, tehát az író szempontjából jelen idejű, pl. ἔγραψα = írok (jelen időben). (Mikor a levelet a
címzettek elolvassák, az ő szempontjukból már múlt időben történt a levél megírása.) Más igemódok (coniunctivus, optativus és imperativus), valamint az infinitivusok és a participiumok esetében, értelme tisztán aspektuális. Ezekben az alakjaiban időt nem jelöl, csupán az egyéb szemléletű alakok alternatívájaként használatos.
A Miatyánk ógörög változataiban is szerepel aoristos alak. A Máté 6,11-ben („Mindennapi kenyerünket add meg nékünk ma.”) olvasható δὸς-szal szemben a Lukács 11,3 („A mi mindennapi kenyerünket add meg nekünk naponként.”) a befejezetlen alakot, a δίδου-t használja, ami ismételt cselekvést jelent. 
Az indoeurópai alapnyelv mondattanában az aoristos eredetileg pusztán aspektuális jelleggel fejlődhetett ki, majd később alakulhatott összetett, szemléleti-időbeli jelenséggé. A szanszkrit nyelv hasonló mondattannal rendelkezik. Az indoeurópai nyelvek többségéből kiveszett az aoristos. A latin nyelv fejlődése során például a perfectummal olvadt egybe, ugyanakkor ezzel gyarapítja a perfectumot, ami az összeolvadás hatására aoristosos jelleggel is használatba kerül.

## Alaktan
Az indoeurópai nyelvekben számos alaktani fejlődése van, melyek közül a három legjellemzőbb:
| Alaktani jelleg | Leírás |
| --------------- | --- |
| S-aoristos      | Az s-aoristos vagy szigmatikus aoristos egy szigmát (sz-hang) illeszt a tő és a személyrag közé. A görög ἀκούω (hall) ige aoristosa ἤκουσα (hallottam). (A szókezdő éta az ige augmentálásának köszönhető, amely a múlt időt jelzi kijelentő módban. A görögben ezt az esetet gyenge aoristosnak hívjuk.             |
| Ablaut          | Ez a tőben bekövetkező kvalitatív magánhangzóváltozást jelenti. Az indoeurópai nyelvek gyakran fejeznek ki jelentésbeli különbséget ezen a módon, az ablaut igen termékeny szóképző mechanizmus. A görög λείπω (elhagy) ige aoristosa ἔλιπον (elhagytam). Az ablauttal képzett aoristos az erős aoristos.            |
| Reduplikáció    | Elsősorban a perfectum kifejezésére szolgáló eszköz, elvétve található olyan ige, amely reduplikálással fejezi ki az aoristost. A reduplikált aoristos gyakoribb a szanszkritban, mint más indoeurópai nyelvben, mindazonáltal az ógörögben is megtalálható: az ἄγω (űz, hajt) ige ἤγαγον formában képzi aoristosát. |